# 李森科主义

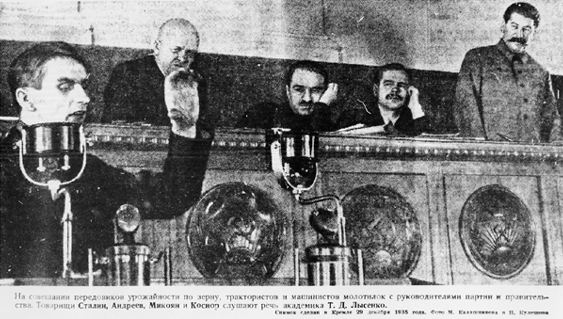
1935年李森科在克里姆林宫讲话。后面从左到右是科西奥尔、米高扬、安德烈耶夫、斯大林

李森科主义（羅馬化：Lysenkovshchina）是特罗菲姆·邓尼索维奇·李森科反对遗传学及重科学的农业，于20世纪中叶开展的政治运动。该理论倾向拉马克主义並全盘否认自然选择理论，极力宣传春化现象和嫁接的优势。后来，李森科主义被定义为因政治、宗教或社会需要，故意歪曲科学事实或理论的伪科学行为。
3000多名反对李森科主义的主流生物学家受苏联政府压制，遭到解雇或监禁，乃至被处决，其中曾指导李森科的农业学院主席尼古拉·伊万诺维奇·瓦维洛夫就死在狱中，苏联的遗传学研究则完全陷入停滞。神经生理学、细胞生物学等其他生物学科的研究及教学受到影响，乃至被完全禁止。
波兰人民共和国、捷克斯洛伐克社会主义共和国等东方集团国家，以及东德都曾将李森科主义定为官方的“新生物学”，虽然程度各有不同。李森科主义也曾在中国科学界占据主流多年。
李森科的政治运动得到苏联政府全力支持。约瑟夫·斯大林亲自修改李森科的演讲稿，体现他对李森科学说，也就是后来的李森科主义的支持，但他对李森科认为一切科学本质上都面向阶级的说法有所怀疑。李森科后来成为全苏列宁农业科学院主席。

## 背景

奥古斯特·魏斯曼的种质理论认为遗传物质种质只通过生殖器官传播。人体体细胞在种质的每个世代都会重新发展，体细胞改变不会影响下一代，这跟拉马克主义相反

20世纪初，在奥古斯特·魏斯曼、托马斯·亨特·摩尔根等人的努力下，遗传学理论孟德尔定律发展成重实验的生物学研究领域，重新探讨孟德尔的研究。他们发现，遗传基因带有生物特征，这些特征储存在每个细胞核的染色体中，而染色体会受随机变化影响，产生突变，在有性生殖时拆分重组，否则就会从亲本原样传递给后代。其中一些有用的变化会通过自然选择在群体传播，还是在农业中以植物配种的形式传递。与该定律相反拉马克主义则认为生物体可以将生命周期内的后天特征传递给后代，意味着人体的变化会影响种系的遗传物质。
马克思列宁主义的历史唯物主义和辩证唯物主义假定历史有普遍性、永恒性，推测社会集体层面的大规模变化不可避免。集体主义是马克思主义的关键要素。相反，达尔文的随机突变概念认为个体能够繁殖和改造后代，有悖于集体主义的意识形态，被认为具有强烈的自由主义倾向。马列主义理论家认为李森科主義是生物学的新分支，主张“辩证法表明发展具有演化和革命两面性”。他们认为达尔文只是发现了“演化”的路径，米丘林和李森科则是将发现生物发展的“革命性”道路“往前推进了一大步”。
遗传学的一个根本原理是：确认由环境变化引起的个体性状变化如果不导致基因变化，就不能遗传给下代，即获得性不能遗传。这一原理同达尔文的进化论、特别是同被称为“目的论”的拉马克关于生物器官的“用进废退”论有冲突。这些冲突原来就已经不局限在自然科学领城里了。当恩格斯的《劳动在从猿到人的转变中的作用》发表后，问题就更趋于复杂化。在这篇著名的文章里，恩格斯是承认获得性遗传的。他写的名言“手不仅是劳动的器官，而且是劳动的产物”明白无误地表明了他的倾向性。因此，马克思主义者必然要起来批判否认获得性遗传的经典遗传学。
1930年左右，苏联农业推行农场集体化，富农被消灭，但因此陷入危机。随之而来的1932年大饥荒促使政府寻找解决粮食严重短缺的良方。李森科批评现代遗传学是“资产阶级伪科学”，提出作物可以迅速适应环境变化，适合苏联社会及农业的阶级斗争。官方媒体发表热情洋溢的文章，声称“西伯利亚变成花园果园”、“苏联人民改造自然”，部分反对者则认为李森科在为“神秘主义、愚民政策和落后”辩护。

## 苏联

### 李森科的主张

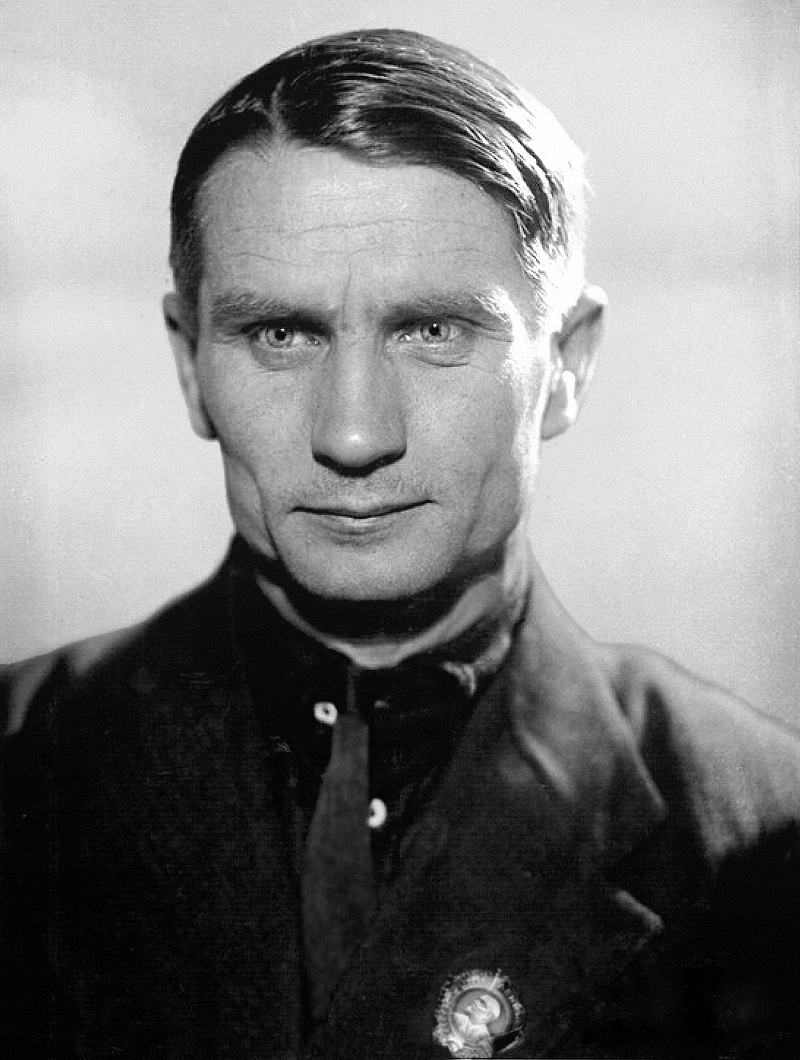
1938年的李森科

1928年，否认自然选择和孟德尔定律的特罗菲姆·邓尼索维奇·李森科声称已经开发出根本上大幅度提升作物产量的技术，包括春化现象、物种转变、后天特征的继承及无性杂交。他特别推崇其中的春化技术，认为将小麦种子暴露在湿度高、气温低的环境中，可以大幅度提升作物产量。不过这种技术并不算新鲜，产量也没有达到他的预期。他后来声称自己能够将硬粒小麦转变成普通小麦，只需要两到四年的秋种即可。由于硬粒小麦有28条染色体（1组7条，共4组）的四倍体，普通小麦是42条染色体（1组7条，共6组）的六倍体，当时西方的遗传学家深知这不可能实现。

李森科主義的无性繁殖理论。这种机制彰显果树嫁接时接穗对原种的影响，不管是拉马克主义，还是21世纪生物学家的基因水平转移理论

李森科进一步认为拉马克的后天特征遗传理论也可以应用在植物上，例如马铃薯块茎中的“小眼”，尽管这些植物部位的遗传差异就是已经知道的体细胞突变。他还表示嫁接树苗的时候，接穗会永久改变原种的遗传特征。这构成了日后的无性繁殖理论，该理论被刘永胜等人认为可能是由基因水平转移导致的。

### 兴起
伊萨克·伊兹列维奇·普列岑特将李森科带进公众的视野，利用政治宣传手段，将他描绘成开发出革命性农业技术的天才。李森科随之而来的名气为创造平台，谴责理论遗传学，推广自己的农业手段。反过来，力挺他的政治宣传机器夸大他的成绩，强调虚假的实验结果，完全忽略他的失败。
李森科的政治成就很大程度上归功于对苏联共产党及苏联意识形态的逢迎。1920年代集体农业出现惨重损失后，李森科的新方法被苏联官员认为铺平了“农业革命”的道路。李森科出身于农民家庭，坚定信仰列宁主义。党报赞扬李森科的“务实”成果，质疑批评他的人居心不良。
相比于强调耐心和观察力的科学，李森科的“农业革命”具有更强的政治号召力。李森科被纳入共产党的等级制度，主管农业事务。他利用自己的地位谴责生物学家是“过街老鼠，人人喊打”，骂他们是生物学的破坏者，妄图瘫痪、摧毁苏联的经济。另外，他否认理论生物学和应用生物学及控制组和一般统计等概念：
|  | 我们生物学家对数学计算一点也不感兴趣，数字计算证明孟德尔学派的统计公式一点用处都没有......我们不想屈服于盲目的机会......我们坚持认为生物规律与数学规律不同。 |

后来约瑟夫·斯大林的公开支持，让李森科更加洋洋自得。1935年，李森科将他在生物学界的对手比作抵制苏联政府集体化战略的农民，认为传统遗传学家反对他的理论，就是在反对马克思主义。李森科在演讲中说出这番话的时候，在观众席里的斯大林第一个站起身鼓掌，高喊“李森科同志，太棒了！太棒了！”。有斯大林的站台，李森科和普列岑特更加大胆地抨击其他公开反对李森科的遗传学家，包括李森科的前导师尼古拉·伊万诺维奇·瓦维洛夫，他们因为批评李森科，遭到监禁或处决。
1948年8月7日，由斯大林批准、李森科组织的一周会议进入尾声，全苏列宁农业科学院宣布从那时起教授李森科主義，表示那是“唯一正确的理论”。苏联科学家被迫谴责其他与李森科相悖的研究。批判李森科的声音被指为“资产阶级”、“法西斯主义”论调，同时类似的“非资产阶级”理论也在苏联其他领域的学院蓬勃发展，其中有语言学的雅弗理论，艺术领域的社會主義現實主義。唯一能在斯大林有生之年成功躲避清算命运的，或许只有苏联的一小群原子核物理学家。托尼·朱特发现：“斯大林很明显遗忘了他的核物理学家，从未没有怀疑过‘他们’的计算。斯大林很可能疯了，但并不愚蠢。”

### 后果
1934年到1940年间，在李森科的告诫及斯大林的批准下，大批遗传学家被处决，包括伊萨克·阿戈尔、所罗门·莱维特、格里戈里·列维茨基、格奥尔基·卡尔佩琴科和乔治·纳德森)，也有一些被送进劳改营。1940年，前苏联遗传学家、农业科学院主席尼古拉·伊万诺维奇·瓦维洛夫被捕，1943年在狱中去世。
1936年，来到列宁格勒遗传研究院研究果蝇的美国遗传学家赫尔曼·约瑟夫·马勒被批评为资产阶级、资本主义者、帝国主义者，是法西斯主义的推动者，觉察到风向的他离开苏联，在西班牙共和派的帮助下，回到美国。1948年，遗传学被正式宣布为“资产阶级伪科学”。3000多名遗传学家因为抨击李森科主義被囚禁、解雇或处决，遗传学研究陷入停滞，直到1953年斯大林去世才恢复。

### 失势
1952年底，情况有所变化，各报纸开始发文批评李森科主義。然而由于李森科向尼基塔·赫鲁晓夫展示了他在混合农业试验中获得的所谓成绩，常规遗传学的回国进程在赫鲁晓夫时期放缓。批评李森科主義再度被禁止，但不同观点可以自由表达，在斯大林统治时期被囚禁的遗传学家获释或平反。禁令最终在1960年代中期被取消。与此同时，李森科主義在西方国家不断被认为是伪科学。1964年10月，赫鲁晓夫下台，苏联科学界得以清除李森科主义的影响。

### 重现
踏入21世纪，俄罗斯再度出现讨论李森科主义的的现象，《文化报》等报纸和生物学家开始“尊敬”李森科。遗传学家列夫·日沃托夫斯基声称李森科推动现代发育生物学的发展，不过他的言论未获支持。表觀遺傳學领域的部分发现有时被推崇为延迟证实了李森科理论，尽管两者有着明显的高度相似性（遗传性状不改变DNA也能传递），但李森科认为环境引起的变化是遗传的主要机制，而不是被他否认的DNA。后来发现的表观遗传的隔代效应弱于遗传效应，而且经常不稳定。

## 对其他国家的影响
其他东方集团国家也将李森科主义定为官方的“新生物学”，但程度各不相同。
共产波兰的政治宣传大力弘扬李森科主义。官媒攻击“资产阶级的孟德尔定律-摩根主义和帝国主义遗传学带来破坏”，如同希特勒的《我的奋斗》。经常改写苏联政治宣传论调的法国共产主义者、《法国信函》总主编皮埃尔·戴克斯在《人民论坛报》发表文章《法国科学家承认苏联科学的优越性》，让人以为李森科主义已经被整个进步世界接受。然而科学界反对引入李森科主义。部分学者出于政治目的，勉强接受李森科主义，但瓦茨瓦夫·加耶夫斯基极力反对将李森科主义带入大学，最终被禁止接触学生，到华沙植物园继续完成科学研究。1956年，李森科主义被极力拒绝。之后华沙大学于1958年建立了首个遗传学系，由加耶夫斯基担任系主任。
共产捷克斯洛伐克于1949年采纳李森科主义。雅罗斯拉夫·克日仁内茨基（1896–1964）是捷克斯洛伐克反对李森科主义的著名人士，曾在讲座中批判李森科，最终于1949年被农业大学以“为既定的资本主义制度服务，认为自己高于工人阶级，敌视人民的民主秩序”为由解聘，1958年被囚禁。
在东德，尽管部分大学教授李森科主义，但只有小部分科学家追随，比如，以及与西柏林交换情报的研究机构。尽管如此，李森科主义还是出现在教科书中，直至赫鲁晓夫于1964年倒台。
李森科主义于1949年至1956年间是中国科学界的主流声音，特别是在大跃进时期。在一次遗传学研讨会上，李森科主义的反对者自由地批评李森科主义，为孟德尔学派辩护。在研讨会的议事录中，谈家桢曾发言称：“既然苏联也开始批判李森科，我们也应该敢于批评他”。两种学派曾有一段时间并存，尽管大饥荒时期粮食较差，李森科学派的声量较高。
唯一一位支持李森科学派的西方科学家是皇家学会院士、伦敦大学伯贝克学院物理学教授、共产主义者J·D·伯纳尔，他曾公开为李森科辩护。